# Osttürkischer Waffen-Verband der SS
La Osttürkischer Waffen-Verband der SS era un reparto di fanteria delle Waffen-SS, attivo negli ultimi anni della seconda guerra mondiale. Costituito nel gennaio 1944 con soldati di origine turca, si arrese in Austria nel maggio 1945.

## Storia
La decisione di creare un'unità combattente con uomini di ceppo turco nell'ambito delle Waffen-SS venne presa nel 1943. Con l'appoggio del Gran Mufti di Gerusalemme, Hajj Amin al Husseini, nel gennaio 1944 fu istituito il 1. Ostmuselmanisches SS-Regiment, che venne affidato al comando dello SS-Obersturmbannführer Andreas Meyer-Mader: questo reggimento era composto da elementi di unità turcomanne nello Heer nel frattempo disciolte, costituite con prigionieri di guerra dell'Armata Rossa e lavoratori turchi già residenti in Germania. Inizialmente, l'intenzione era quella di espandere questo reggimento fino a creare un'intera divisione (Muselmanischen SS-Division Neu-Turkistan), ma questo non avvenne mai a causa della carenza di truppe.
Nel momento della formazione la nuova unità aveva una forza di circa 3.000 uomini, per poi raggiungere al suo picco gli 8.500 effettivi nel febbraio-maggio del 1945. Nel febbraio 1944, il reggimento venne inviato in Bielorussia ed impiegato nella guerra antipartigiana. Successivamente, fu impiegato per la repressione dell'insurrezione polacca a Varsavia dove per l'occasione venne aggregato alla Brigata Dirlewanger. Il reggimento dimostrò continui problemi disciplinari tra i suoi ranghi, al punto che 78 suoi membri furono fucilati in quanto sospetti ammutinati.
Domata l'insurrezione, il reggimento venne inviato in Slovacchia dove ricevette la nuova, definitiva, denominazione di Osttürkischen Waffen-Verbande der SS nell'ottobre 1944. Nel dicembre 1944, mentre era ancora dislocata in Slovacchia, l'unità conobbe un episodio di diserzione di massa che arrivò a interessare tra 400 e 500 dei suoi effettivi, anche se poi 300 di essi tornarono nei ranghi. I soldati originari dell'Azerbaigian vennero trasferi presso la Kaukasischer Waffen-Verband der SS alla fine di dicembre, ed in loro sostituzione la Osttürkischen ricevette elementi tatari della disciolta Waffen-Gebirgs-Brigade der SS (Tatar Nr. 1).
Nel 1945 la Osttürkischen venne trasferita in Austria per addestrarsi. Qui fu colta dalla fine della guerra nel maggio 1945, finendo con l'essere immediatmente sciolta e dispersa.

## Ordine di battaglia
Originariamente, la Osttürkischen Waffen-Verbande der SS era organizzata in quattro Waffen-Gruppe, nel quale gli uomini erano divisi per ceppo etnico e provenienza.
- Waffen-Gruppe Turkistan
- Waffen-Gruppe Idel-Ural
- Waffen-Gruppe Aserbaijan
- Waffen-Gruppe Krim

## Lista dei comandanti
| Inizio incarico | Fine incarico  | Grado                  | Nome                 |
| --------------- | -------------- | ---------------------- | -------------------- |
| Gennaio 1944    | Marzo 1944     | SS-Obersturmbannführer | Andreas Meyer-Mader  |
| 28 marzo 1944   | 5 aprile 1944  | SS-Hauptsturmführer    | Heinz Billig         |
| 27 aprile 1944  | 2 maggio 1944  | SS-Hauptsturmführer    | Emil Herrmann        |
| giugno 1944     | 30 agosto 1944 | SS-Sturmbannführer     | Franz Liebermann     |
| settembre 1944  | Ottobre 1944   | SS-Hauptsturmführer    | Reiner Olzscha       |
| Ottobre 1944    | Dicembre 1944  | SS-Standartenführer    | Harun el Raschid-bey |
| Gennaio 1945    | Maggio 1945    | SS-Hauptsturmführer    | Josef Fürst          |